# نورا کوتون-پلاگی
نورا کوتون-پلاگی (انگلیسی: Nora Coton-Pélagie؛ زادهٔ ۲۲ آوریل ۱۹۸۸) بازیکن فوتبال اهل فرانسه است.
از باشگاه‌هایی که در آن بازی کرده‌است می‌توان به مرکز آکادمی فوتبال کلیر فونتین و باشگاه فوتبال زنان پاری سن ژرمن اشاره کرد.
وی همچنین در تیم‌های ملی فوتبال France women's national under-17 football team, France women's national under-19 football team، و France women's national under-20 football team بازی کرده‌است.